# Балахнино (Кемеровская область)
Балахнино — деревня в Яшкинском районе Кемеровской области России. Входит в состав Литвиновского сельского поселения.

## История
Основано в 1694 году. В «Списке населенных мест Российской империи» 1868 года издания населённый пункт упомянут как заводская деревня Болахнина (Балахнина) Томского округа (2-го участка) при речке Сосновке, расположенная в 81 версте от губернского города Томска. В деревне имелось 16 дворов и проживало 83 человека (36 мужчин и 47 женщин).
В 1911 году в деревне, входившей в состав Литвиновской волости Томского уезда, имелся 51 двор и проживало 243 человека (117 мужчины и 126 женщин). Функционировала казённая винная лавка.
По данным 1926 года имелось 92 хозяйства и проживало 448 человек (в основном — русские). Действовала школа I ступени. В административном отношении деревня входила в состав Болтовского сельсовета Поломошинского района Томского округа Сибирского края.

## География
Деревня находится в северной части Кемеровской области, в юго-восточной части Западно-Сибирской равнины, преимущественно на левом берегу реки Сосновки, вблизи места впадения в неё реки Васькина, на расстоянии примерно 11 километров (по прямой) к северо-западу от посёлка городского типа Яшкино, административного центра района. Абсолютная высота — 151 метр над уровнем моря.

### Часовой пояс
Деревня Балахнино, как и вся Кемеровская область, находится в часовой зоне МСК+4. Смещение применяемого времени относительно UTC составляет +7:00.

## Население
| 2010 |
| ---- |
| 93   |

Гендерный состав
По данным Всероссийской переписи населения 2010 года в гендерной структуре населения мужчины составляли 45,2 %, женщины — соответственно 54,8 %.
Национальный состав
Согласно результатам переписи 2002 года, в национальной структуре населения русские составляли 96 % из 136 чел.

## Улицы
Уличная сеть деревни состоит из пяти улиц.